# Marek Papszun
Marek Papszun (ur. 8 sierpnia 1974 w Warszawie) – polski piłkarz i trener piłkarski, nauczyciel, w latach 2016–2023 i od 2024 trener Rakowa Częstochowa. Prowadził również Dolcan Ząbki, GKP Targówek, KS Łomianki, Legionovię Legionowo i Świt Nowy Dwór Mazowiecki. 
Z Rakowem mistrz Polski, dwukrotny zdobywca Pucharu Polski, dwukrotny zdobywca Superpucharu Polski, a także trener roku 2020, 2021 i 2022 w Polsce w plebiscycie Piłki Nożnej i trener sezonu 2020/2021 i 2022/2023 w Ekstraklasie.

## Życiorys
Odbył studia wyższe z historii na Wyższej Szkole Humanistycznej w Łowiczu. Tematem jego pracy była „Historia piłkarstwa warszawskiego po II wojnie światowej, w latach 1945–1946”, której promotorem został Marian Orzechowski. Ukończył studia podyplomowe w zakresie wychowania fizycznego, był nauczycielem szkolnym obu przedmiotów.

### Wczesna kariera
W 2006 był trenerem Dolcanu Ząbki. W latach 2009–2016 pracował w klubach: GKP Targówek, KS Łomianki, Legionovia Legionowo oraz Świt Nowy Dwór Mazowiecki. Z Legionovią awansował w 2013 do II ligi.

### Raków Częstochowa
18 kwietnia 2016 rozpoczął pracę w drugoligowym Rakowie Częstochowa.
Wraz z klubem awansował w 2017 do I ligi, a dwa lata później do Ekstraklasy. 2 maja 2021 Raków pod jego wodzą zdobył Puchar Polski, po wygranym 2:1 meczu z Arką Gdynia. W tym samym sezonie drużyna osiągnęła wicemistrzostwo Polski. W Plebiscycie Piłki Nożnej otrzymał tytuł trenera 2020, a Raków Częstochowa tytuł drużyny 2020. Został także wybrany trenerem sezonu 2020/2021 Ekstraklasy.
17 lipca 2021 Raków zdobył Superpuchar Polski, po meczu wygranym w rzutach karnych 4:3 z Legią Warszawa. W sezonie 2021/2022 Raków ponownie zdobył Puchar Polski i wicemistrzostwo Polski. 9 stycznia 2022 roku przedłużył umowę z klubem, do końca sezonu 2022/2023. 9 lipca 2022 prowadzony przez niego Raków obronił Superpuchar Polski, wygrywając 2:0 z Lechem Poznań. Wprowadził klub do fazy play-off Ligi Konferencji Europy UEFA w sezonie 2022/2023, w której to odpadł po dogrywce z czeską Slavią Praga.
19 kwietnia 2023 podczas konferencji prasowej poinformowano, że Marek Papszun zakończy swoją współpracę z klubem i będzie prowadził zespół do końca sezonu 2022/2023. W sezonie 2022/2023 doprowadził Raków do finału Pucharu Polski, bez straty gola, eliminując Zagłębie Sosnowiec, Pogoń Szczecin, Motor Lublin i Górnika Łęczna, ostatecznie przegrywając 2 maja 2023 na Stadionie Narodowym z Legią Warszawa (0:0 po dogrywce, 5:6 po rzutach karnych). W tymże sezonie wywalczył również mistrzostwo Polski, zapewniając sobie tytuł na trzy kolejki przed końcem sezonu.

### Po odejściu z Rakowa
26 lipca 2023 został ekspertem w Canal+ Sport. Po zwolnieniu Fernando Santosa we wrześniu 2023 był jednym z kandydatów do objęcia stanowiska selekcjonera reprezentacji Polski.

### Powrót do Rakowa
W świetle rozczarowujących wyników Rakowa Częstochowa w sezonie 2023/2024 pod wodzą Dawida Szwargi, władze klubu zdecydowały się na poszukiwanie innego trenera. 21 maja 2024, cztery dni przed ostatnią kolejką, poinformowano, że wraz z początkiem sezonu 2024/2025 drużynę obejmie Papszun. Związał się z Medalikami dwuletnim kontraktem, z możliwością odejścia w ściśle określonych sytuacjach. W sezonie 2024/2025 zdobył z Rakowem po raz trzeci wicemistrzostwo Polski.

## Osiągnięcia jako trener

### Klubowe

#### KS Łomianki
- Mistrzostwo Ligi Okręgowej: 2010/2011

#### Legionovia Legionowo
- Mistrzostwo III ligi: 2012/2013

#### Raków Częstochowa
- Mistrzostwo Polski: 2022/2023
- Mistrzostwo I ligi: 2018/2019
- Mistrzostwo II ligi: 2016/2017
- Wicemistrzostwo Polski: 2020/2021, 2021/2022, 2024/2025
- Puchar Polski: 2020/2021, 2021/2022
- Finalista Pucharu Polski: 2022/2023
- Superpuchar Polski: 2021, 2022

### Indywidualne

#### Plebiscyt Piłki Nożnej
- Trener Roku: 2020[2], 2021[3], 2022[4]

#### Gala Ekstraklasy
- Trener sezonu: 2020/2021[5], 2022/2023[27]

#### PlebiscytPZP
- Najlepszy trener I ligi: 2018, 2019
- Najlepszy trener Ekstraklasy: 2021